# Upeneus guttatus
Upeneus guttatus es una especie de peces de la familia Mullidae en el orden de los Perciformes.

## Distribución geográfica
Se encuentra en el Mar de la China Meridional.

## Hábitat
Es un pez de mar.